# (37108) 2000 UG102
2000 UG102 (asteroide 37108) é um asteroide da cintura principal. Possui uma excentricidade de 0.07680020 e uma inclinação de 5.94891º.
Este asteroide foi descoberto no dia 25 de outubro de 2000 por LINEAR em Socorro.